# Всесвітня асоціація медицини катастроф та невідкладної медицини
Всесвітня асоціація медицини катастроф та невідкладної медицини (англ. The World Association for Disaster and Emergency Medicine, WADEM) — міжнародна організація у сфері медицини, заснована 2 жовтня 1976. Постійний організатор Всесвітнього конгресу з медицини катастроф та екстреної допомоги (кожні два роки з 1979) та видавець рецензованого журналу «Догоспітальна медицина та медицина катастроф».
ООН описує WADEM як «міжнародну асоціацію світових експертів у сфері охорони здоров'я з катастроф і надзвичайних ситуацій».